# Ancana hirsuta
Ancana hirsuta là loài thực vật có hoa thuộc họ Na. Loài này được Jessup mô tả khoa học đầu tiên năm 1989.